# Język tomini
Język tomini, także: mouton (a. moutong), tiadje, tialo – język austronezyjski używany w prowincjach Celebes Środkowy i Gorontalo w Indonezji. Według danych szacunkowych z 2001 roku posługuje się nim 30 tys. osób.
Z danych Ethnologue (wyd. 22, 2019) wynika, że jego użytkownicy zamieszkują 42 wsie (kabupateny Parigi Moutong, Toli-Toli i Pohuwato). W latach 90. XX w. pozostawał w powszechnym użyciu jako środek codziennej komunikacji. Potencjalnym zagrożeniem dla jego żywotności jest program transmigracji.
Tomini jest blisko spokrewniony z językiem dondo.
Został opisany w postaci skrótowych opisów gramatyki z lat 80. XX w.